# Lan Yao
Pour les articles homonymes, voir Yao.
Lan Yao est une joueuse d'échecs chinoise puis britannique née le 28 décembre 2000, quatre fois championne de Grande-Bretagne. 
Au 1er novembre 2023, elle est la deuxième joueuse britannique avec un classement Elo de 2 344 points.

## Biographie et carrière
Maître international féminin depuis 2017, Lan Yao (Yao Lan en chinois) est affiliée à la Fédération anglaise des échecs depuis décembre 2021 et remporte le championnat d'Angleterre d'échecs en mai 2022.
Elle remporte le championnat de Grande-Bretagne féminin en août 2022, 2023, 2024 et 2025.
Lao Yan a représenté l'Angleterre lors de l'Olympiade d'échecs de 2022, marquant 5 points sur 8 au troisième échiquier.
En octobre 2023, Lan Yao participe à la coupe d'Europe des clubs d'échecs au deuxième échiquier de l'équipe anglaise de Wood Green qui finit dixième. Elle marque 5,5 points sur 7 et réalise la meilleure performance Elo et le meilleur pourcentage de son équipe et la septième performance de la compétition.
En novembre 2023, Lan Yao participe au championnat d'Europe d'échecs des nations au deuxième échiquier de l'équipe d'Angleterre. Elle marque 5,5 points sur 8 et réalise la meilleure performance Elo et le meilleur pourcentage de l'équipe d'Angleterre féminine.
Elle a obtenu les trois normes nécessaires pour le titre de grand maître international féminin, dont la vérification par la Fédération internationale des échecs est en cours.